# Янисрода
Янисрода (нем. Janisroda) — деревня в Германии, в земле Саксония-Анхальт. Входит в состав города Наумбург района Бургенланд.
Деревня впервые упоминается в 1265 году. Носила названия Вансрод или Гансрод, позднее получила имена Йоханнисрода и Янзирода.
До начала XXI века Янисрода имела статус общины (коммуны). Население общины составляло 208 человек (на 31 декабря 2008 года), занимала площадь 3,81 км². 1 января 2010 года вместе с рядом других населённых пунктов вошла в состав города Наумбург.